# Alsó-Szászország vasútvonalainak listája

Németország tartományai

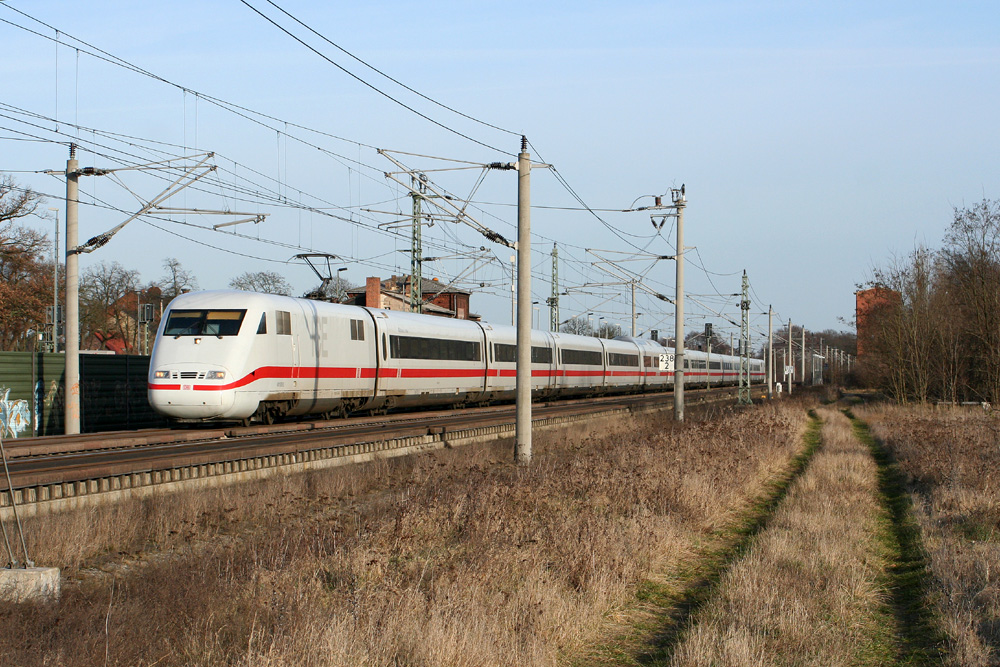
Egy ICE nagysebességű motorvonat a Hannover–Berlin nagysebességű vasútvonalon

Ez a lista a németországi Alsó-Szászország tartomány vasútvonalait sorolja fel ábécé sorrendben. A lista nem teljes.

## Vasútvonalak
- Aller völgy-vasútvonal
- Almelo–Salzbergen-vasútvonal
- Altenbeken–Kreiensen-vasútvonal
- Amerika vonal
- Bebra–Göttingen-vasútvonal
- Beckedorf–Munster-vasútvonal
- Berlin–Lehrte-vasútvonal
- Bomlitz–Walsrode-vasútvonal
- Braunschweig–Magdeburg-vasútvonal
- Bremen State-vasútvonal
- Bremen–Bremerhaven-vasútvonal
- Bremen–Hannover-vasútvonal
- Bremerhaven–Cuxhaven-vasútvonal
- Bremervörde–Walsrode-vasútvonal
- Braunschweig–Bad Harzburg-vasútvonal
- Braunschweigische Südbahn
- Braunschweig–Uelzen-vasútvonal
- Burgsittensen Moor-vasútvonal
- Celle–Soltau-vasútvonal
- Celle–Wittingen-vasútvonal
- Deister-vasútvonal
- Emden-Pewsum-Greetsiel Light-vasútvonal
- Emsland-vasútvonal
- Garte völgy-vasútvonal
- Halberstadt–Vienenburg-vasútvonal
- Halle–Kassel-vasútvonal
- Hannoveri déli-vasútvonal
- Hannover–Altenbeken-vasútvonal
- Hannover–Berlin nagysebességű vasútvonal
- Hannover–Braunschweig-vasútvonal
- Hannover–Hamburg nagysebességű vasútvonal
- Hannover–Minden nagysebességű vasútvonal
- Hannover–Würzburg nagysebességű vasútvonal
- Heath-vasútvonal
- Herzberg–Seesen-vasútvonal
- Heudeber-Danstedt–Bad Harzburg/Vienenburg-vasútvonal
- Hildesheim Schleife
- Hildesheim–Braunschweig-vasútvonal
- Innerste völgy-vasútvonal
- Jerxheim–Börßum-vasútvonal
- Kassel–Warburg-vasútvonal
- Lamme völgy-vasútvonal
- Lauenburg–Hohnstorf komp
- Lehrte–Celle-vasútvonal
- Lehrte–Nordstemmen-vasútvonal
- Alsó Elbe-vasútvonal
- Lüneburg–Soltau kisvasútvonal
- Lüneburg–Soltau-vasútvonal
- Löhne–Rheine-vasútvonal
- Lübeck–Lüneburg-vasútvonal
- Moor Express
- Neuekrug-Hahausen–Goslar-vasútvonal
- Észak–Dél-vasútvonal
- Oder Vvölgy-vasútvonal
- Oldenburg–Bremen-vasútvonal
- Oldenburg–Leer-vasútvonal
- Oschersleben–Jerxheim-vasútvonal
- Salzwedel–Dannenberg-vasútvonal
- Solling-vasútvonal
- Soltau–Neuenkirchen-vasútvonal
- St. Andreasberg kisvasútvonal
- Dél Harz-vasútvonal
- Uelzen–Langwedel-vasútvonal
- Verden–Walsrode-vasútvonal
- Vienenburg–Goslar-vasútvonal
- Wangerooge sigeti vasútvonal
- Wanne-Eickel–Hamburg-vasútvonal
- Weddeler Schleife
- Weser-Aller-vasútvonal
- Wittenberge–Buchholz-vasútvonal
- Wolfenbüttel–Helmstedt-vasútvonal